# 토요타 센추리
토요타 센추리(Toyota Century)는 일본의 자동차 제조사인 토요타의 일본 내수 전용 최고급 플래그십 대형 세단 및 리무진이다. 차명인 센추리는 영어로 '세기'를 의미하며, 센추리가 출시된 1967년이 메이지 100주년과 토요타의 창업자 토요다 사키치의 탄생 100주년인 해라는 것에서 따 왔다. 일본의 고위 관료층과 기업 임원 등에게 쓰이는 것으로 기획된 내수 전용 차종이며, 2열 시트의 편안함에 중점을 둔다. 법인 수요가 대부분이지만, 부유층의 자가용으로도 많이 이용되고 있다.
토요타뿐만 아니라 일본 승용차 시장에서 최고급 승용차의 지위를 구축하고 있으며, 수공으로 생산하기 때문에 "열도의 롤스로이스"라는 별칭이 있다.
일본 내수 전용 차종이지만, 해외에 있는 일본 대사관 등의 외교 공관에서 사용하기 위해 운전석이 왼쪽에 있는 사양도 만들어진다.
시즈오카현 스소노시에 있는 동후지 공방(구 간토자동차공업, 현 토요타 동일본)에서 수공으로 생산해 왔으나, 2020년에 동후지 공방이 폐쇄되어 아이치현 도요타시 모토마치 공장으로 생산지를 옮겼다.
토요타에서는 롤스로이스 컬리넌의 사례처럼 세단형과 별개의 모델로 토요타 센추리 SUV를 개발하고 2023년 9월 6일에 발표했다. 모델명은 센추리 그대로 유지하지만 플랫폼은 서로 다른데, 센추리 SUV는 후륜구동 플랫폼 대신 캠리에 깔리는 TNGA-K 전륜구동 플랫폼을 기반으로 하고 플러그인 하이브리드가 장착된다.

## 1세대

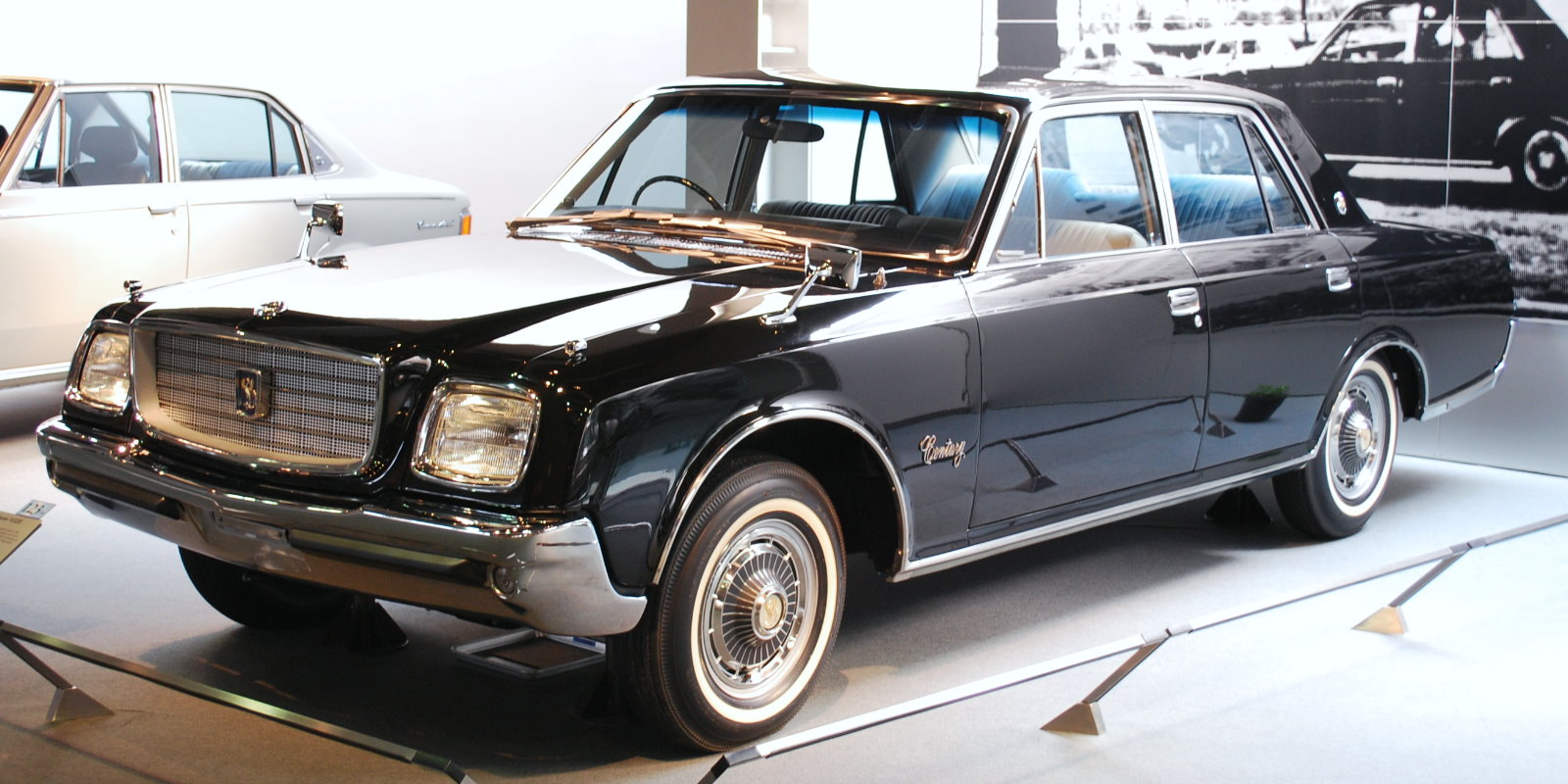
토요타 센추리 1세대(전기형) 정측면

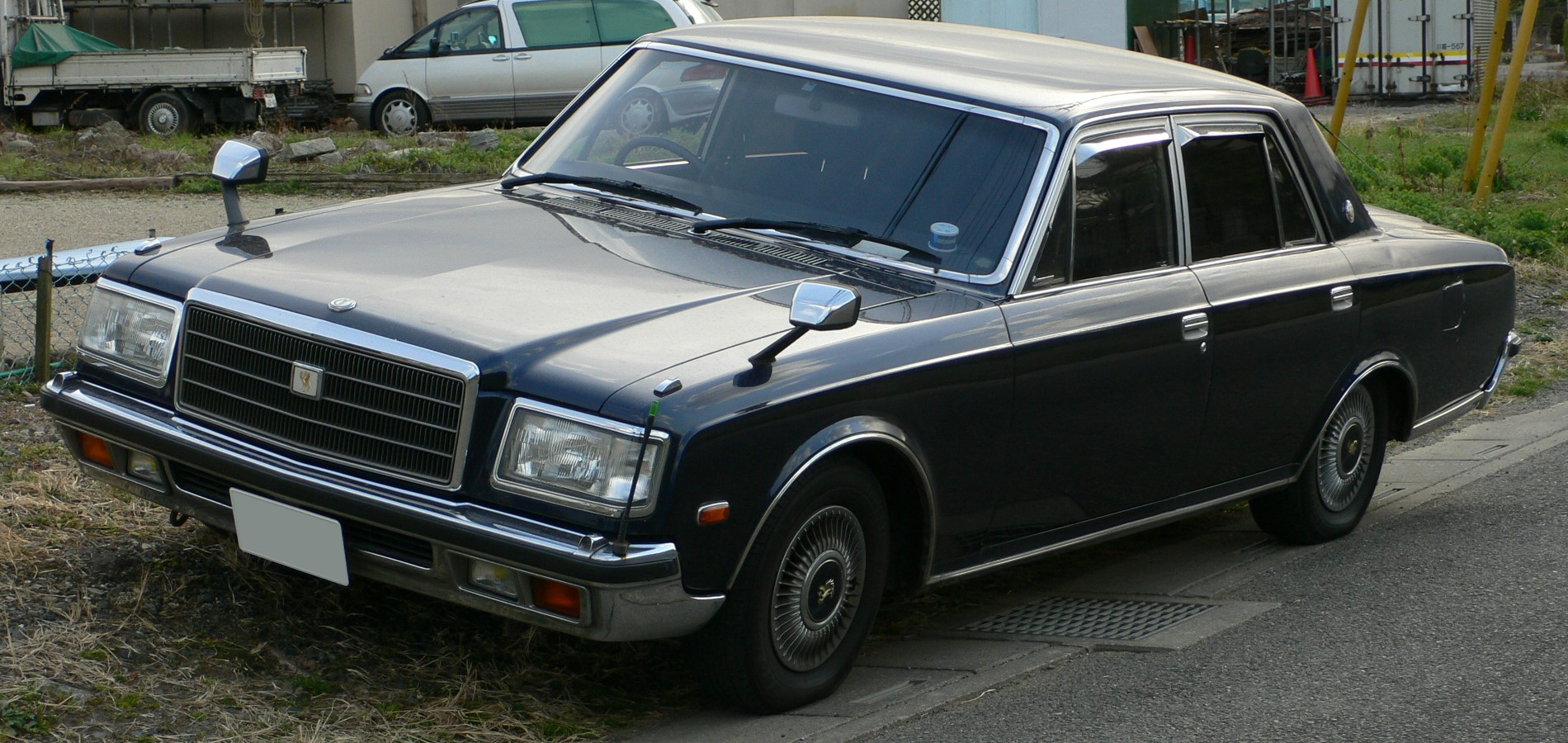
토요타 센추리 1세대(후기형) 정측면

세계 최고급 자동차에 필적하는 프레스티지 세단을 목표로 개발되어 1967년 11월에 출시되었다. 출시 이후 개선은 거듭되었으나, 1997년까지 30년 동안 풀 모델 체인지 없이 생산되는 희귀 기록을 만들었다. 세단만 있는 차체는 일본의 전통이 느껴져 중후함과 고전적인 성격을 띄나, 개성이 묻어나기도 한다. V8 3,000cc 가솔린 엔진(3V)에서 시작하여 배출 가스 규제로 인하여 1973년에는 V8 3,400cc 가솔린 엔진(4V-U, 4V-EU)으로 배기량 확대가 이루어졌다. 1975년에는 4단 수동변속기가 삭제되었다. 1982년에 페이스리프트를 거쳐 시대에 맞는 보다 현대적인 디자인을 갖추게 되었고, V8 4,000cc 가솔린 엔진(5V-EU)으로 대체되었다. 1987년에는 3단 자동변속기에서 4단 자동변속기로 바뀌었고, 1990년에는 축거가 150mm 연장된 롱 바디인 L 타입이 추가되었다.

## 2세대

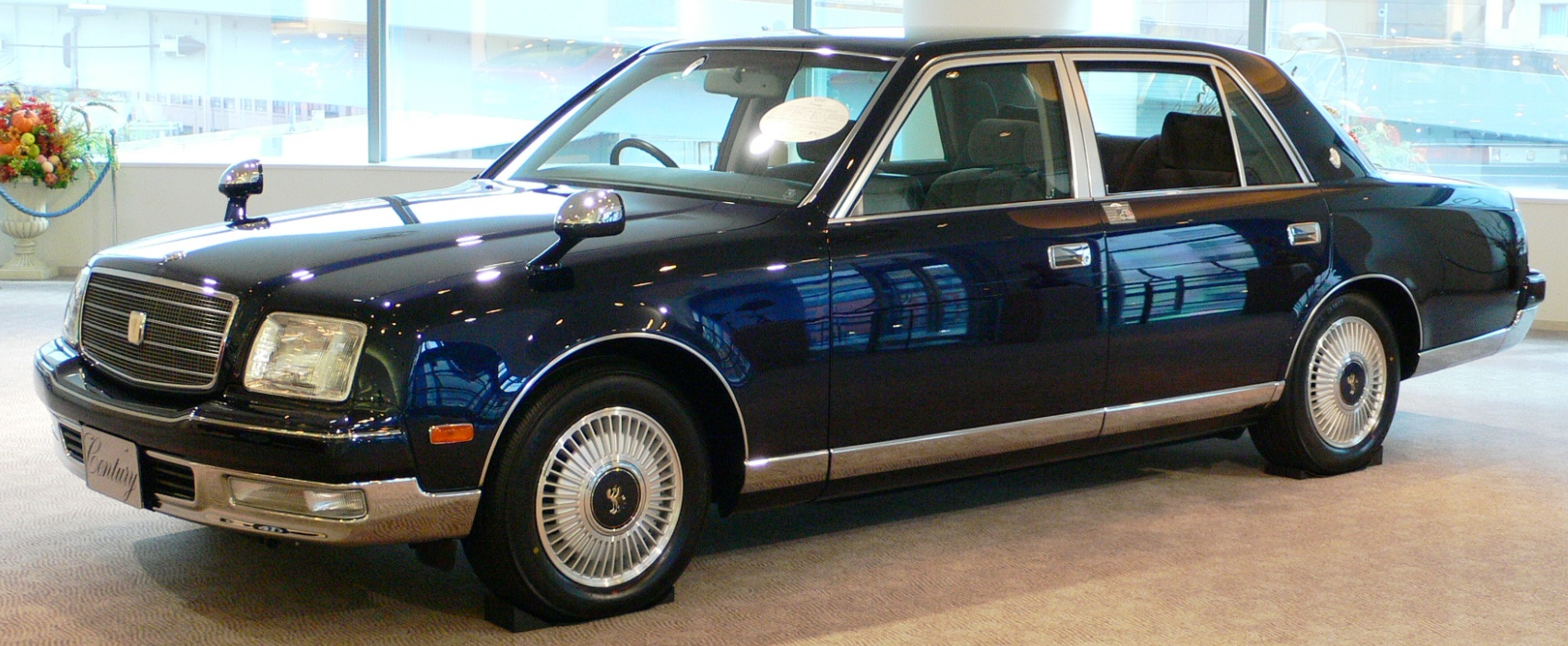
토요타 센추리 2세대 정측면

1997년에 출시 30년 만에 풀 모델 체인지를 거쳤다. 당시 최신 기술로 제조되었으나, 복고풍 디자인이 여전히 계승되어 언뜻 보면 1세대 후기형과 크게 차이가 나지 않는다.
일본산 승용차에서는 사상 최초이자 현재까지도 유일한 280마력 V12 5,000cc 가솔린 엔진(1GZ-FE)이 장착되었다. 토요타의 직렬 6기통 가솔린 엔진인 JZ 계열 엔진을 기반으로 개발, 한쪽 뱅크의 6기통에 문제가 생겨도 나머지 6기통이 작동하여 주행할 수 있도록 되어 있다. 우드 패널과 가죽 시트는 장인이 수작업으로 제작한 것이 사용되는 등 고급 소재가 사용되었다. 계기판은 VFD 타입 디지털식이었다. 4단 자동변속기는 플로어 시프트 타입이 일반적이나, 컬럼 시프트 타입도 선택 가능하다. 펜더 미러만 있던 1세대와 달리, 플로어 시프트 타입 4단 자동변속기가 적용될 경우에 한하여 도어 미러를 선택할 수 있다. 1세대에 있던 1열 벤치 시트와 L 타입은 폐지되었다. 2005년에는 자동변속기가 6단으로 변경됐다. 2006년에는 일본 천황을 위하여 특수 제작된 센추리 로얄이 궁내청에 납품되었다.
2016년 10월에 생산이 중단되었으며, 이후 재고 차량이 판매되다 2017년 2월에 단종되었다.

## 3세대

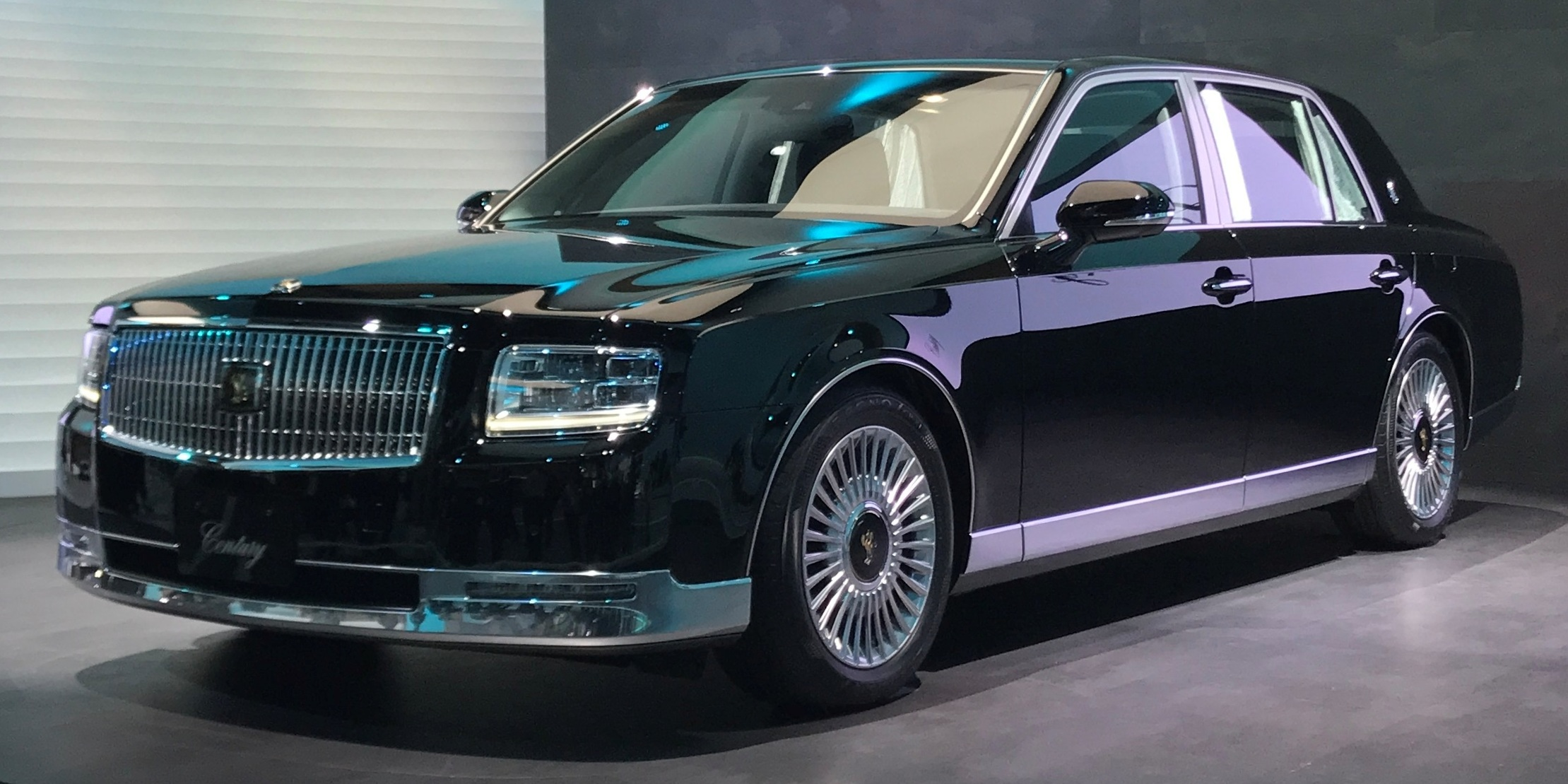
토요타 센추리 3세대 정측면

2017년 10월 27일 도쿄 모터쇼를 통해 최초로 공개되었고, 2018년 6월 22일에 출시되었다. 기존 세대의 아이덴티티를 유지하되 외부 디자인을 현대적으로 다듬고, 펜더에 달렸던 아웃사이드 미러는 플래그 타입으로 교체한 후 앞문으로 이동했다. 파워트레인은 2세대의 280마력 1GZ-FE V12 5.0리터 DOHC 엔진 대신, LS600hL에 이용되었던 381마력 2UR-GSE V8 5.0리터 DOHC 유닛과 하이브리드 시스템으로 교체했다. 자동변속기 역시 CVT를 적용했다. 이에 따라 시스템 합산 출력은 440마력이 넘는다.
2020년에 동후지 공방이 폐쇄되어 시즈오카현을 떠나 아이치현으로 생산지를 옮겼다. 토요타 센추리 SUV 또한 아이치현에서 생산한다.

## 같이 보기
- 국가원수 의전차